# كريس فوكس
كريس فوكس (بالإنجليزية: Chris Fox)‏ (30 يوليو 1974 في الولايات المتحدة - ) هو لاعب كرة قدم أمريكي في مركز الدفاع. لعب مع New York Centaurs ‏ وريتشموند كيكرز وBuffalo Blizzard ‏ وأتلانتا سيلفرباكس.

## وصلات خارجية
- كريس فوكس على موقع قاعدة بيانات كرة القدم.إي يو (الإنجليزية)